# Ewald Thomsen
Thomas Ewald Thomsen (født 21. juni 1913, død 29. maj 1993) var en dansk spillemand.
Allerede som dreng begyndte han at spille til dans i Himmerland. Evald Thomsen lærte violinspil af Kræn Wollesen, murer og spillemand, og af hans søn, maler og musiker Hilbert Johansen. Thomsens vigtigste lærere blev spillemænd som han selv fandt frem til, i Nørrejylland og Vendsyssel.